# Muleshoe Curve
Die Muleshoe Curve („Maultierhufeisen-Kurve“) war eine Eisenbahnkehre bei Duncansville im US-Bundesstaat Pennsylvania. Die Kurve befindet sich sieben Kilometer südwestlich der weit bekannteren Horseshoe Curve. Sie hatte eine Biegung von etwa 200 Grad bei einem Radius von ungefähr 190 Metern. Eine Steinbogenbrücke führt über den alten U.S. Highway 22.
Die Kehre wurde in den 1850er Jahren von der New Portage Railroad als Teil der Umgehungsstrecke für die alte Allegheny Portage Railroad gebaut. Schon bald nach Eröffnung 1856 kaufte die Pennsylvania Railroad, welche ihre eigene Bahnlinie schon 1854 eröffnet hatte, die Gesellschaft und baute die Schienen ab. 1904 erfolgte die Neueröffnung als einspurige Umgehungsstrecke für Güterzüge. Nach der Übernahme durch Conrail kam 1981 das endgültige Aus für die Eisenbahn durch die Muleshoe Curve.
Anders als die Horseshoe Curve erreichte die Muleshoe Curve nie große Bekanntheit, obwohl sie eine ähnliche technische Meisterleistung darstellte. Als ein Grund dafür kann angesehen werden, dass die nur eingleisige Strecke allein als Güterumgehungsbahn betrieben wurde. Passagiere fuhren nur bei Problemen auf der Hauptstrecke oder im Rahmen gelegentlicher Sonderfahrten durch die Muleshoe Curve.